# Pleurotus sirindhorniae
Pleurotus sirindhorniae — вид базидіомікотових грибів роду плеврот (Pleurotus) родини плевротових (Pleurotaceae).

## Поширення
Ендемік Таїланду. Росте на мертвих або гнилих стовбурах дерев.

## Опис
Цей вид характеризується сірувато-жовтим або оливково-коричневим ворсом, еліпсоїдними або видовженими базидіоспорами.